# Opposizione ufficiale (Regno Unito)
L'opposizione ufficiale (in inglese Official Opposition), formalmente la più leale opposizione di sua maestà (His/Her Majesty's Most Loyal Opposition), è il partito con più seggi nell'opposizione del Parlamento del Regno Unito.

## Storia
L'espressione "opposizione di sua maestà" ("His Majesty's Oppositon") fu coniata nel 1826, prima dell'avvento del moderno sistema bipartitico, quando il Parlamento consisteva principalmente di interessi, relazioni e fazioni rispetto agli odierni partiti, che seguono coerentemente un piano elettorale ben preciso (pur essendo il partito whig e il partito tory realtà già esistenti). Questa denominazione nacque nella Camera dei comuni per scherzo: in un attacco al segretario per gli affari esteri George Canning, John Cam Hobhouse disse:

## Giorni dell'opposizione
Nonostante la maggior parte delle sedute nella Camera dei comuni concernano gli affari di governo, venti giorni per sessione parlamentare sono riservati ai dibattiti dell'opposizione. Di questi, diciassette sono a disposizione del leader dell'opposizione e tre sono destinati al terzo partito dei Comuni.
L'opposizione ufficiale non ha poteri formali sull'agenda parlamentare, ma in realtà esercita una certa influenza attraverso i canali usuali (usual channels).

## Leader dell'opposizione
Il leader della più leale opposizione di sua maestà è anche il leader dell'intera opposizione e riceve, oltre al salario da parlamentare, un ulteriore stipendio e privilegi da membro del gabinetto, inclusa la nomina al consiglio privato. Dal 1915, il leader dell'opposizione, come il primo ministro, è sempre stato un deputato. Precedentemente, un lord talvolta ricopriva l'ufficio.
Pur non essendoci mai state dispute sull'attribuzione della carica, con il Ministerial and other Salaries Act 1975 lo speaker ha l'ultima parola sulla scelta del leader dell'opposizione.